# Medinci
Medinci est un village de la municipalité de Slatina située dans le Comitat de Virovitica-Podravina en Croatie.